# Juncus breviculmis
Juncus breviculmis là một loài thực vật có hoa trong họ Juncaceae. Loài này được Balslev mô tả khoa học đầu tiên năm 1983.